# Wilhelm Schütz (Physiker)
Wilhelm Friedrich Gottfried Schütz (* 18. August 1900 in Frankfurt am Main; † 17. April 1972 in Jena) war ein deutscher Experimentalphysiker, der sich mit Atom- und Molekülspektroskopie befasste und speziell mit Magnetooptik und Hochschullehrer an der Friedrich-Schiller-Universität Jena war.
Schütz wurde 1923 bei Walther Gerlach an der Universität Frankfurt am Main promoviert. Schon in seiner Dissertation befasste er sich mit Magnetooptik. In seiner Zeit als Doktorand von Gerlach erlebte er die Geschehnisse um den berühmten Stern-Gerlach-Versuch von 1922 aus nächster Nähe. 1927 habilitierte er sich an der Universität Tübingen und folgte er Gerlach nach München, wo er 1934 außerordentlicher Professor an der Universität München wurde. Zum 1. Mai 1937 trat er der NSDAP bei. 1937 wurde er ordentlicher Professor und Institutsdirektor an der Universität Königsberg. Im Zweiten Weltkrieg war er als Meteorologe beschäftigt. Ende des Zweiten Weltkriegs war er an einer Außenstelle seines Instituts in Jena, wurde dort 1945 und wieder 1952 Professor und war 1946 bis 1952 als Spezialist in der Sowjetunion  (Aktion Ossawakim) auf einer Insel im Seligersee bei Ostaschkow. In Jena vertrat ihn Martin Kersten, der 1951 in die Bundesrepublik wechselte. 
In Jena baute er ein modernes Institut für Molekülphysik auf mit Experimenten auf allen Wellenlängen von Röntgenspektroskopie bis Mikro- und Radiowellen, mit Ramaneffekt und Laserphysik. 1965 wurde er emeritiert. Unter seinem Schüler und Nachfolger auf dem Lehrstuhl  Max Schubert kam der Schwerpunkt nichtlineare Optik hinzu.
Schütz befasste sich mit Magnetooptik, über die er einen Abschnitt im Handbuch der Experimentalphysik verfasste, und Linienverbreiterungen von Spektrallinien. Er verfasste auch Faraday- und (mit Ernst Schmutzer) Galilei-Biographien für den Teubner-Verlag und verfasste Aufsätze und hielt Vorträge über eine Reihe weiterer Physiker wie Robert Mayer, Ernst Abbe, Pieter Zeeman, Friedrich Paschen, Michail Wassiljewitsch Lomonossow.
1928 heiratete er die Physikerin Lucie Mensing.
1970 wurde er Ehrendoktor der Universität Jena.